# Kanadai labdarúgó-válogatott
A kanadai labdarúgó-válogatott – vagy becenevükön Les Rouges (A vörösök) – Kanada nemzeti csapata, amelyet a kanadai labdarúgó-szövetség (angolul: Canadian Soccer Association, franciául: Association canadienne de soccer) irányít.
A CONCACAF-aranykupát két (1985, 2000) alkalommal nyerték meg. Kétszer jutottak ki a világbajnokságra, 1986-ban és 2022-ben és szerepeltek a 2001-es konföderációs kupán is. Egy alkalommal (1904) az olimpiai tornát is sikerült megnyerniük. Kanada az egyetlen csapat az Egyesült Államok és Mexikó mellett, akinek sikerült megnyernie a térség kontinentális tornáját a CONCACAF-aranykupát.
Az Egyesült Államokkal és Mexikóval közösen a 2026-os labdarúgó-világbajnokság társházigazdája lesz.

## Története

### Korai évek
Már a britek által rögzített szabályok megjelenése előtt népszerűségnek örvendett a labdarúgás Kanadában. A Dominion Football Association (Domíniumi Labdarúgó-szövetség) 1877-es és a Western Football Association (Nyugat-kanadai Labdarúgó-szövetség, röviden: WFA) 1880-as megalakulása előfutára volt a mai korszerű labdarúgásnak az országban és elősegítette a Kanadai labdarúgó-szövetség (angolul: Canadian Football Association) létrejöttét. 1885-ben a WFA egy bemutató csapatot küldött az amerikai New Jerseybe, hogy megmérkőzzön az Amerikai Egyesült Államokbeli Labdarúgó-szövetség, az akkoriban még ország nem hivatalos vezető sporttestületeként működő szervezet által összeállított csapat ellen. Az East Newarkben megrendezett, nem hivatalos barátságos labdarúgó-mérkőzés kanadai sikerrel végződött. Az egy évvel később, visszavágóként szervezett találkozón már az amerikai csapat diadalmaskodott 3-2-es arányban. 1888-ban a WFA által szervezett 16 tagú keret a Brit-szigetekre látogatott. A körút során 23 mérkőzést játszottak, amely kanadai szempontból 9 győzelemmel, 5 döntetlennel és 9 vereséggel zárult.
1904-ben a WFA a Galt FC-t küldte Kanada képviseletében az olimpiára St. Louis-ba. Az olimpiai labdarúgótornát a Galt FC nyerte, hiszen mindkét amerikai ellenfelét (a Christian Brothers College-t 7-0-ra, a St.Rose-t 4-0-ra) megverte.
1905-ben brit turisták amatőr csapata – becenevükön a Pilgrimek – utazott Kanadába, hogy megmérkőzzön az újdonsült olimpiai bajnok csapattal. A mérkőzés, amely közel 4000 ezer néző előtt zajlott az ontariói Galtban (ma az ontariói Cambridge elővárosa) 3-3-as végeredménnyel zárult.
A kanadai nemzeti labdarúgó-válogatott ausztráliai körútra utazott 1924-ben, hogy tesztjelleggel néhány barátságos mérkőzést játsszon vendéglátóival szemben. 1924. június 24-én, első hivatalos labdarúgó-mérkőzésükön 3-2-es vereséget szenvedtek Brisbane-ben. 1925-ben ősi riválisuk, az amerikai válogatottal szemben aratták első hivatalos győzelmüket 1–0-s arányban Ed McLaine góljával Montréalban. Még ugyanez év novemberében rendezett New York-i visszavágón már 5-1-es amerikai siker született. A következő említésre méltó időszak az ötvenes években következett be, amikor beneveztek a világbajnokságra.

### Világbajnoki-selejtezők 1957-től 1986-ig
1928-ban kiléptek a FIFA-ból, ahová csak 1946-ban csatlakoztak ismét. 1957-ben részt vettek az 1958-as világbajnokság selejtezőiben, mint (NAFC-tagállam). 30 év után játszott ismét mérkőzést a kanadai válogatott. Az Egyesült Államokat 5–1-re megverték Torontoban, de ezt követően Mexikótól kétszer (3–0, 0–2) is kikaptak. Az utolsó mérkőzésen az USA-t 3–2-re legyőzték St. Louisban. Az 1962-es és az 1966-os világbajnokság selejtezőitől visszaléptek, de részt vettek az 1967-es pánamerikai játékokon, amit Winnipegben rendeztek és a kanadai válogatott a negyedik helyet szerezte meg. Az 1970-es világbajnokság selejtezőit jól kezdték, hazai pályán Bermudát 4–0-ra, az Egyesült Államokat pedig 4–2-re verték. A Bermuda elleni 0–0-ás döntetlen és az USA-tól elszenvedett 1–0-ás vereség viszont azt jelentette, hogy a csoport második helyén végeztek és nem jutottak tovább a következő fordulóba. 
Az 1974-es világbajnokságról szintén lemaradtak, mert az 1973-as CONCACAF-bajnokság selejtezőiben csak a második helyen végeztek Mexikó mögött. A Montréalban rendezett 1976. évi nyári olimpiai játékokon amatőr játékosokkal szerepelt a házigazda Kanada és valamennyi mérkőzését elveszítve már a csoportkör után búcsúzni kényszerült. A Mexikóban rendezett 1977-es CONCACAF-bajnokságon a negyedik helyen végeztek és ez egyben azt is jelentette, hogy nem jutottak ki az 1978-as világbajnokságra. Az 1981-es CONCACAF-bajnokság selejtezőiben Mexikót és az Egyesült Államokat is megelőzték és továbbjutottak a Tegucigalpában rendezett hatos nagy döntőre. Öt pontot szerezve a a negyedik helyen végeztek, a házigazda Honduras lett a győztes, míg a második helyen Salvador végzett és ők jutott ki az 1982-es világbajnokságra. 
1981 és 1985 között a kanadai válogatott jelentős javuláson ment keresztül. Az angol edző Tony Waiters irányításával egy új, felnövekedett nemzedékből összeállított ígéretes válogatott magja formálódott. Az 1984. évi nyári olimpiai játékokon jó teljesítményt nyújtva a negyeddöntőbe jutottak, ahol Brazília ellen büntetőkkel estek ki és 1985 októberében kijutottak történetük első világbajnokságára. Ehhez az 1985-ös CONCACAF-bajnokság selejtezőiben kulcsfontosságú volt a Guatemalában elért 1–1-es döntetlen. A második fordulóban   kanadai válogatott játéka leginkább a védekezésre épült és kevés gól született a mérkőzésein. George Pakos góljával sikerült 1–0-ra nyerniük Hondurasban, amit a Costa Rica elleni 0–0-ás idegenbeli döntetlen követett. Hazai pályán 2–1-re verték Hondurast, ami azt jelentette, hogy kijutottak az 1986-os világbajnokságra és egyben első CONCACAF-bajnoki címüket is megszerezték. Mexikó a világbajnokság rendezőjeként automatikus résztvevője volt a tornának, így nem szerepelt az előselejtezőben. Az 1986-os világbajnokságon Kanada a C csoportba kapott besorolást. Franciaország ellen jól játszottak, de egy kései Jean-Pierre Papin góllal a franciák nyertek 1–0-ra. A következő két csoportmérkőzésüket egyaránt 2–0-ra veszítették el, először Magyarország, majd a Szovjetunió ellen.

### 1990-től napjainkig
Négy évvel később nem sikerült megismételniük a bravúrt. Az 1989-es CONCACAF-bajnokság selejtezőiben Guatemala ellen idegenben szerzett kevesebb góllal estek ki és emiatt nem volt lehetőségük kijutni az 1990-es világbajnokságra. 1994-ben azonban ismét közel voltak a világbajnoksághoz, a korábbi játékos Bob Lenarduzzi vezetésével. A selejtezők első fordulójában Salvadorral egyetemben továbbjutottak a második körbe, ahol Mexikó mögött a második helyen végeztek és Ausztráliával játszhattak pótselejtezőt. Az első találkozót Kanada nyerte 2–1-re Edmontonban, a visszavágót ugyanilyen arányban az ausztrálok nyerték. A hosszabbításban nem esett gól, így következtek a büntetők, amiben Ausztrália bizonyult jobbnak 4–1 arányban. Az 1998-as világbajnokságra már három csapatnak volt lehetősége kijutni a CONCACAF-zónából, Kanada pedig könnyedén megnyerte a csoportját Salvador, Panama és Kuba előtt. 1997 tavaszán nagyok voltak az elvárások a kanadaiakkal szemben, de a szerencse nem állt mellettük. A nyitómeccsüket 4–0-ra elveszítették Mexikóval szemben, majd azt követően az Egyesült Államoktól is kikaptak 3–0-ra. Salvador és Jamaica ellen csak két 0–0-ás döntetlent tudtak elérni Vancouverben. A Costa Rica elleni 1–0-ás győzelem némi reményt adott a továbbiakban, de a Jamaica és a Salvador elleni idegenbeli vereség véget vetett minden erőfeszítésnek. Kanada a csoport hatodik helyén végzett 10 ponttal és mínusz 15-ös gólkülönbséggel. Az 1991-es, 1993-as és az 1996-os CONCACAF-aranykupán nem jutott tovább a csoportkörből a kanadai válogatott, az 1998-as tornától pedig visszaléptek.

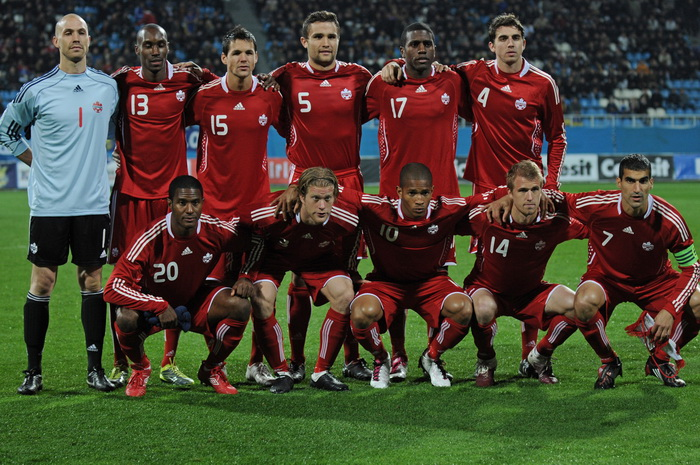
A kanadai labdarúgó-válogatott 2010-ben

2000 februárjában Kanada megnyerte a CONCACAF-aranykupát. A csoportkörben Kubával 0–0-ás döntetlennel kezdtek, majd Salvadort és Haitit is 2–1-re verték. A negyeddöntőben Mexikót 2–1, az elődöntőben Trinidad és Tobagót 1–0 arányban győzték le. A döntőben 2–0-ra verték Kolumbiát, ezzel megszerezték történetük második kontinentális tornagyőzelmét. Részvételi jogot szereztek a 2001-es konföderációs kupára, ahol Brazíliával 0–0-ás döntetlent játszottak, míg Japántól 3–0-ra, Kameruntól pedig 2–0-ra kaptak ki. A 2002-es világbajnokság selejtezőiben Mexikó és Trinidad és Tobago mögött végezve a csoportban már az előselejtezők során kiestek. A 2002-es CONCACAF-aranykupán a harmadik helyet szerezték meg, miután a bronzmérkőzésen 2–1-re legyőzték Dél-Koreát. A 2003-as és a 2005-ös tornán nem jutottak tovább a csoportkörből, a 2007-es CONCACAF-aranykupán az elődöntőig jutottak. A 2006-os világbajnokság selejtezőiben Belize ellen 8–0-ás összesítéssel jutottak tovább a harmadik fordulóba, ahol azonban Costa Rica, Guatemala és Honduras mögött a csoportjuk utolsó helyén végeztek. A 2009-es CONCACAF-aranykupán a negyeddöntőig jutottak, ahol Hondurastól kaptak ki 1–0-ra. A 2010-es világbajnokság CONCACAF-selejtezőinek a második fordulójában kapcsolódtak be a küzdelmekbe. Magabiztosan jutottak túl Saint Vincent és a Grenadine-szigetek csapatán, a harmadik fordulóban viszont mindössze csak két pontot szereztek Honduras, Mexikó, illetve Jamaica ellen és a csoport utolsó helyén végeztek. 

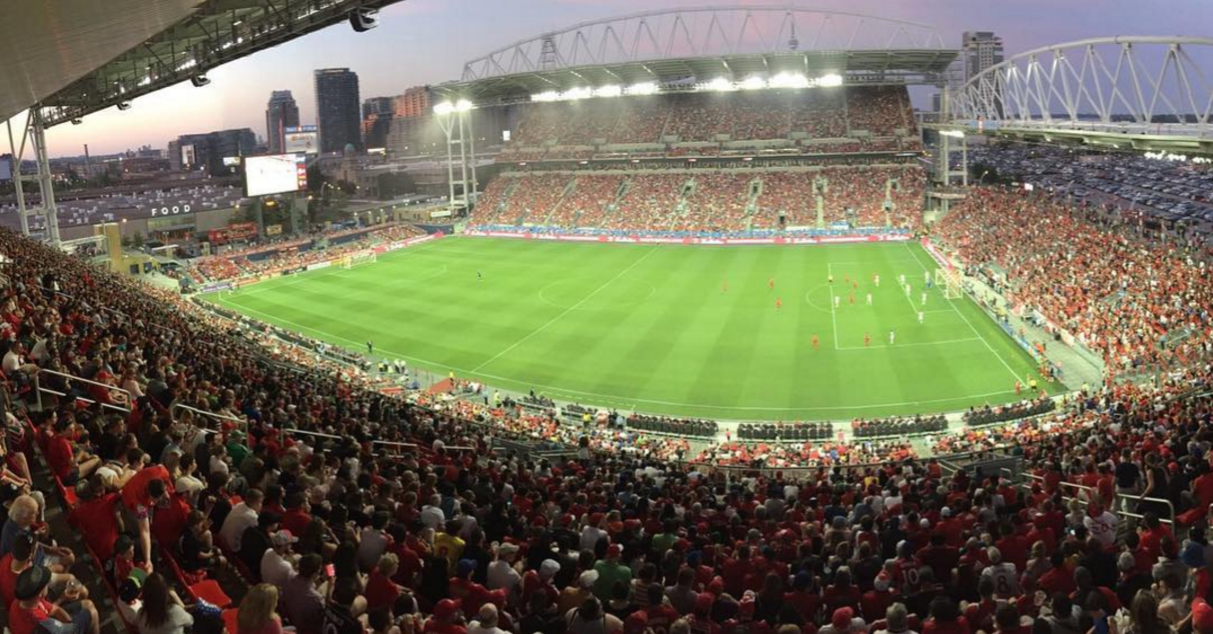
A torontói BMO Field mérkőzés közben

A 2011-es, 2013-as és a 2015-ös CONCACAF-aranykupán nem jutottak tovább a csoportkörből. Utóbbinak az Egyesült Államok mellett Kanada volt a társházigazdája. A 2014-es világbajnokság selejtezőinek második körében sikeresen megnyerték a csoportjukat Puerto Rico, Saint Kitts és Nevis és Saint Lucia előtt. A harmadik fordulóban három győzelem, egy döntetlen és két vereség mellett csak a csoport harmadik helyét sikerült megszerezniük, mindössze Kubát előzték meg. A 2017-es és a 2019-es CONCACAF-aranykupán egyaránt a negyeddöntőig jutottak. Előbbin Jamaica (0–1), utóbbin Haiti (2–3) búcsúztatta a kanadaiakat. A 2018-as világbajnokság selejtezőinek második fordulójában Dominikát 2–0-ra és 4–0-ra győzték le. Ezt követően Belize ellen 3–0-ra győztek és 1–1-es döntetlent játszottak. Kanada 4–1-es összesítéssel jutott tovább a negyedik fordulóba, ahol Mexikó és Honduras mögött a harmadik helyet szerezték meg a csoportban. 
A 2021-es CONCACAF-aranykupán Martinique-ot és Haitit 4–1-re verték a csoportkörben, az Egyesült Államoktól 1–0-ra kikaptak. A negyeddöntőben Costa Ricán jutottak túl 2–0-val, az elődöntőben viszont Mexikó bizonyult jobbnak 2–1 arányban. A 2022-es világbajnokság CONCACAF-selejtezőinek első fordulójában mind a négy mérkőzésüket megnyerték. A második fordulóból Haiti ellen 4–0-ás összesítéssel jutottak tovább. A nyolccsapatos harmadik fordulót a Honduras elleni hazai 1–1-es döntetlennel kezdték. Nashvilleben 1–1-es döntetlent játszottak az Egyesült Államokkal, ahol a hazaiak szereztek vezetést, de Cyle Larin góljával egyenlítettek a kanadaiak. Ezt követte a Salvador elleni 3–0-ás győzelem Torontóban és a Mexikóvárosban elért 1–1-es döntetlen. Jamaica ellen 0–0-ás döntetlent játszottak Kingstonban, Panamát 4–1-re verték hazai pályán. Costa Ricát 1–0-ra, Mexikót 2–1-re győzték le Edmontonban. Hondurast és Salvadort idegenben, az Egyesült Államokat Hamiltonban verték 2–0-ra. Costa Ricában elszenvedték első vereségüket a selejtezősorozatban, de három nappal később, 2022. március 27-én legyőzték 4–0-ra Jamaicát Torontóban, ami azt jelentette, hogy kijutottak a 2022-es világbajnokságára.
A 2022-es világbajnokságon az F csoportban szerepeltek Belgium, Horvátország és Marokkó társaságában. Belgium ellen 1–0-ás vereséggel kezdték a tornát. Horvátország ellen Alphonso Davies góljával gyorsan megszerezték a vezetést, de végül 4–1-es horvát sikerrel ért véget a találkozó. Davies találata Kanada történetének első világbajnoki gólja volt, viszont két fordulót és két vereséget követően az is eldőlt, hogy nem juthatnak tovább a csoportból. A harmadik csoportmérkőzésüket is elveszítették Marokkóval szemben 2–1-re.

## Nemzetközi eredmények
CONCACAF-aranykupa
- Aranyérmes: 1 alkalommal (2000)
- Bronzérmes: 1 alkalommal (2002)

CONCACAF-bajnokság
- Aranyérmes: 1 alkalommal (1985)

NAFC-bajnokság
- Aranyérmes: 1 alkalommal (1990)
- Bronzérmes: 1 alkalommal (1991)

Olimpiai játékok
- Aranyérmes: 1 alkalommal (1904)

### Világbajnokság
| Év       | Eredmény      | Hely          | M             | Gy            | D             | V             | Rg            | Kg            |
| -------- | ------------- | ------------- | ------------- | ------------- | ------------- | ------------- | ------------- | ------------- |
| 1930     | Nem indult    | Nem indult    | Nem indult    | Nem indult    | Nem indult    | Nem indult    | Nem indult    | Nem indult    |
| 1934     | Nem indult    | Nem indult    | Nem indult    | Nem indult    | Nem indult    | Nem indult    | Nem indult    | Nem indult    |
| 1938     | Nem indult    | Nem indult    | Nem indult    | Nem indult    | Nem indult    | Nem indult    | Nem indult    | Nem indult    |
| 1950     | Nem indult    | Nem indult    | Nem indult    | Nem indult    | Nem indult    | Nem indult    | Nem indult    | Nem indult    |
| 1954     | Nem indult    | Nem indult    | Nem indult    | Nem indult    | Nem indult    | Nem indult    | Nem indult    | Nem indult    |
| 1958     | Nem jutott be | Nem jutott be | Nem jutott be | Nem jutott be | Nem jutott be | Nem jutott be | Nem jutott be | Nem jutott be |
| 1962     | Nem indult    | Nem indult    | Nem indult    | Nem indult    | Nem indult    | Nem indult    | Nem indult    | Nem indult    |
| 1966     | Nem indult    | Nem indult    | Nem indult    | Nem indult    | Nem indult    | Nem indult    | Nem indult    | Nem indult    |
| 1970     | Nem jutott be | Nem jutott be | Nem jutott be | Nem jutott be | Nem jutott be | Nem jutott be | Nem jutott be | Nem jutott be |
| 1974     | Nem jutott be | Nem jutott be | Nem jutott be | Nem jutott be | Nem jutott be | Nem jutott be | Nem jutott be | Nem jutott be |
| 1978     | Nem jutott be | Nem jutott be | Nem jutott be | Nem jutott be | Nem jutott be | Nem jutott be | Nem jutott be | Nem jutott be |
| 1982     | Nem jutott be | Nem jutott be | Nem jutott be | Nem jutott be | Nem jutott be | Nem jutott be | Nem jutott be | Nem jutott be |
| 1986     | Csoportkör    | 24.           | 3             | 0             | 0             | 3             | 0             | 5             |
| 1990     | Nem jutott be | Nem jutott be | Nem jutott be | Nem jutott be | Nem jutott be | Nem jutott be | Nem jutott be | Nem jutott be |
| 1994     | Nem jutott be | Nem jutott be | Nem jutott be | Nem jutott be | Nem jutott be | Nem jutott be | Nem jutott be | Nem jutott be |
| 1998     | Nem jutott be | Nem jutott be | Nem jutott be | Nem jutott be | Nem jutott be | Nem jutott be | Nem jutott be | Nem jutott be |
| 2002     | Nem jutott be | Nem jutott be | Nem jutott be | Nem jutott be | Nem jutott be | Nem jutott be | Nem jutott be | Nem jutott be |
| 2006     | Nem jutott be | Nem jutott be | Nem jutott be | Nem jutott be | Nem jutott be | Nem jutott be | Nem jutott be | Nem jutott be |
| 2010     | Nem jutott be | Nem jutott be | Nem jutott be | Nem jutott be | Nem jutott be | Nem jutott be | Nem jutott be | Nem jutott be |
| 2014     | Nem jutott be | Nem jutott be | Nem jutott be | Nem jutott be | Nem jutott be | Nem jutott be | Nem jutott be | Nem jutott be |
| 2018     | Nem jutott be | Nem jutott be | Nem jutott be | Nem jutott be | Nem jutott be | Nem jutott be | Nem jutott be | Nem jutott be |
| 2022     | Csoportkör    | 31.           | 3             | 0             | 0             | 3             | 2             | 7             |
| Összesen | Csoportkör    | 2/22          | 6             | 0             | 0             | 6             | 2             | 12            |

### Konföderációs kupa-szereplés
| Év       | Eredmény                                      | Hely                                          | M                                             | Gy                                            | D                                             | V                                             | Rg                                            | Kg                                            |
| -------- | --------------------------------------------- | --------------------------------------------- | --------------------------------------------- | --------------------------------------------- | --------------------------------------------- | --------------------------------------------- | --------------------------------------------- | --------------------------------------------- |
| 1992     | Nem jutott be                                 | Nem jutott be                                 | Nem jutott be                                 | Nem jutott be                                 | Nem jutott be                                 | Nem jutott be                                 | Nem jutott be                                 | Nem jutott be                                 |
| 1995     | Nem jutott be                                 | Nem jutott be                                 | Nem jutott be                                 | Nem jutott be                                 | Nem jutott be                                 | Nem jutott be                                 | Nem jutott be                                 | Nem jutott be                                 |
| 1997     | Nem jutott be                                 | Nem jutott be                                 | Nem jutott be                                 | Nem jutott be                                 | Nem jutott be                                 | Nem jutott be                                 | Nem jutott be                                 | Nem jutott be                                 |
| 1999     | Visszalépett az 1998-as CONCACAF-aranykupától | Visszalépett az 1998-as CONCACAF-aranykupától | Visszalépett az 1998-as CONCACAF-aranykupától | Visszalépett az 1998-as CONCACAF-aranykupától | Visszalépett az 1998-as CONCACAF-aranykupától | Visszalépett az 1998-as CONCACAF-aranykupától | Visszalépett az 1998-as CONCACAF-aranykupától | Visszalépett az 1998-as CONCACAF-aranykupától |
| 2001     | Csoportkör                                    | 7.                                            | 3                                             | 0                                             | 1                                             | 2                                             | 0                                             | 5                                             |
| 2003     | Nem jutott be                                 | Nem jutott be                                 | Nem jutott be                                 | Nem jutott be                                 | Nem jutott be                                 | Nem jutott be                                 | Nem jutott be                                 | Nem jutott be                                 |
| 2005     | Nem jutott be                                 | Nem jutott be                                 | Nem jutott be                                 | Nem jutott be                                 | Nem jutott be                                 | Nem jutott be                                 | Nem jutott be                                 | Nem jutott be                                 |
| 2009     | Nem jutott be                                 | Nem jutott be                                 | Nem jutott be                                 | Nem jutott be                                 | Nem jutott be                                 | Nem jutott be                                 | Nem jutott be                                 | Nem jutott be                                 |
| 2013     | Nem jutott be                                 | Nem jutott be                                 | Nem jutott be                                 | Nem jutott be                                 | Nem jutott be                                 | Nem jutott be                                 | Nem jutott be                                 | Nem jutott be                                 |
| 2017     | Nem jutott be                                 | Nem jutott be                                 | Nem jutott be                                 | Nem jutott be                                 | Nem jutott be                                 | Nem jutott be                                 | Nem jutott be                                 | Nem jutott be                                 |
| Összesen | Csoportkör                                    | 1/10                                          | 3                                             | 0                                             | 1                                             | 2                                             | 0                                             | 5                                             |

### Olimpiai szereplés
| Év          | Eredmény        | Hely            | M               | Gy              | D               | V               | Rg              | Kg              |                 |
| ----------- | --------------- | --------------- | --------------- | --------------- | --------------- | --------------- | --------------- | --------------- | --------------- |
| 1900        | Nem indult      | Nem indult      | Nem indult      | Nem indult      | Nem indult      | Nem indult      | Nem indult      | Nem indult      | Nem indult      |
| 1904        | Aranyérmes      | 1.              | 2               | 2               | 0               | 0               | 11              | 0               |                 |
| 1908 – 1964 | Nem indult      | Nem indult      | Nem indult      | Nem indult      | Nem indult      | Nem indult      | Nem indult      | Nem indult      | Nem indult      |
| 1968        | Nem jutott be   | Nem jutott be   | Nem jutott be   | Nem jutott be   | Nem jutott be   | Nem jutott be   | Nem jutott be   | Nem jutott be   | Nem jutott be   |
| 1972        | Nem jutott be   | Nem jutott be   | Nem jutott be   | Nem jutott be   | Nem jutott be   | Nem jutott be   | Nem jutott be   | Nem jutott be   | Nem jutott be   |
| 1976        | Csoportkör      | 12.             | 2               | 0               | 0               | 2               | 2               | 5               |                 |
| 1980        | Did not qualify | Did not qualify | Did not qualify | Did not qualify | Did not qualify | Did not qualify | Did not qualify | Did not qualify | Did not qualify |
| 1984        | Negyeddöntő     | 6.              | 3               | 1               | 1               | 1               | 4               | 3               |                 |
| 1988 – 2020 | Nem jutott be   | Nem jutott be   | Nem jutott be   | Nem jutott be   | Nem jutott be   | Nem jutott be   | Nem jutott be   | Nem jutott be   | Nem jutott be   |
| Összesen    | 1 aranyérem     | 3/27            | 7               | 3               | 1               | 3               | 17              | 8               |                 |

### CONCACAF-aranykupa-szereplés
| Év       | Eredmény        | Hely            | M               | Gy              | D               | V               | Rg              | Kg              |
| -------- | --------------- | --------------- | --------------- | --------------- | --------------- | --------------- | --------------- | --------------- |
| 1963     | Nem indult      | Nem indult      | Nem indult      | Nem indult      | Nem indult      | Nem indult      | Nem indult      | Nem indult      |
| 1965     | Nem indult      | Nem indult      | Nem indult      | Nem indult      | Nem indult      | Nem indult      | Nem indult      | Nem indult      |
| 1967     | Nem indult      | Nem indult      | Nem indult      | Nem indult      | Nem indult      | Nem indult      | Nem indult      | Nem indult      |
| 1969     | Nem indult      | Nem indult      | Nem indult      | Nem indult      | Nem indult      | Nem indult      | Nem indult      | Nem indult      |
| 1971     | Nem indult      | Nem indult      | Nem indult      | Nem indult      | Nem indult      | Nem indult      | Nem indult      | Nem indult      |
| 1973     | Nem jutott be   | Nem jutott be   | Nem jutott be   | Nem jutott be   | Nem jutott be   | Nem jutott be   | Nem jutott be   | Nem jutott be   |
| 1977     | Negyedik hely   | 4.              | 5               | 2               | 1               | 2               | 7               | 8               |
| 1981     | Negyedik hely   | 4.              | 5               | 1               | 3               | 1               | 6               | 6               |
| 1985     | Aranyérmes      | 1.              | 4               | 2               | 2               | 0               | 4               | 2               |
| 1989     | Did not qualify | Did not qualify | Did not qualify | Did not qualify | Did not qualify | Did not qualify | Did not qualify | Did not qualify |
| 1991     | Csoportkör      | 6.              | 3               | 1               | 0               | 2               | 6               | 9               |
| 1993     | Csoportkör      | 6.              | 3               | 0               | 2               | 1               | 3               | 11              |
| 1996     | Csoportkör      | 5.              | 2               | 1               | 0               | 1               | 4               | 5               |
| 1998     | Visszalépett    | Visszalépett    | Visszalépett    | Visszalépett    | Visszalépett    | Visszalépett    | Visszalépett    | Visszalépett    |
| 2000     | Aranyérmes      | 1.              | 5               | 3               | 2               | 0               | 7               | 3               |
| 2002     | Bronzérmes      | 3.              | 5               | 2               | 2               | 1               | 5               | 4               |
| 2003     | Csoportkör      | 9.              | 2               | 1               | 0               | 1               | 1               | 2               |
| 2005     | Csoportkör      | 9.              | 3               | 1               | 0               | 2               | 2               | 4               |
| 2007     | Bronzérmes      | 3.              | 5               | 3               | 0               | 2               | 9               | 5               |
| 2009     | Negyeddöntő     | 5.              | 4               | 2               | 1               | 1               | 4               | 3               |
| 2011     | Csoportkör      | 9.              | 3               | 1               | 1               | 1               | 2               | 3               |
| 2013     | Csoportkör      | 11.             | 3               | 0               | 1               | 2               | 0               | 3               |
| 2015     | Csoportkör      | 10.             | 3               | 0               | 2               | 1               | 0               | 1               |
| 2017     | Negyeddöntő     | 6.              | 4               | 1               | 2               | 1               | 6               | 5               |
| 2019     | Negyeddöntő     | 6.              | 4               | 2               | 0               | 2               | 14              | 6               |
| 2021     | Elődöntő        | 4.              | 5               | 3               | 0               | 2               | 11              | 5               |
| Összesen | 2 aranyérem     | 18/26           | 68              | 26              | 19              | 23              | 91              | 85              |

## Mezek a válogatott története során
A kanadai labdarúgó-válogatott hagyományos szerelése piros mez, piros nadrág és piros sportszár. A váltómez leggyakrabban egyszínű fehér szerelés.

### Első számú
| 1986 | 1991-92 | 1993-95 | 1999    | 2000 | 2000-01 | 2002-03 | 2006 | 2008 |
| 2011 | 2012    | 2015    | 2016-17 | 2018 | 2019    | 2020    |      |      |

### Váltómez
| 1986 | 1991-92 | 2000 | 2000-01 | 2002-03 | 2006 | 2008 | 2011 | 2012 |
| 2015 | 2015-17 | 2018 | 2019    | 2020    |      |      |      |      |

## Játékosok

### Játékoskeret
A 2022-es labdarúgó-világbajnokság 26 fős hivatalos kerete.

2022. november 11-én a  Bahrein elleni mérkőzés után lett frissítve.
| 1  | K  | Dayne St. Clair   | 1997. május 9. (27 éves)       | 2  | 0  | Minnesota United    |  |  |
| 16 | K  | James Pantemis    | 1997. február 21. (28 éves)    | 0  | 0  | CF Montréal         |  |  |
| 18 | K  | Milan Borjan      | 1987. október 23. (37 éves)    | 67 | 0  | Crvena zvezda       |  |  |
|    |    |                   |                                |    |    |                     |  |  |
| 2  | V  | Alistair Johnston | 1998. október 8. (26 éves)     | 29 | 1  | CF Montréal         |  |  |
| 3  | V  | Sam Adekugbe      | 1995. január 16. (30 éves)     | 33 | 1  | Hatayspor           |  |  |
| 4  | V  | Kamal Miller      | 1997. május 16. (27 éves)      | 28 | 0  | CF Montréal         |  |  |
| 5  | V  | Steven Vitória    | 1987. január 11. (38 éves)     | 34 | 3  | Chaves              |  |  |
| 22 | V  | Richie Laryea     | 1995. január 7. (30 éves)      | 33 | 1  | Toronto FC          |  |  |
| 25 | V  | Derek Cornelius   | 1997. november 25. (27 éves)   | 14 | 0  | Panaitolikósz       |  |  |
| 26 | V  | Joel Waterman     | 1996. január 24. (29 éves)     | 1  | 0  | CF Montréal         |  |  |
|    |    |                   |                                |    |    |                     |  |  |
| 6  | KP | Samuel Piette     | 1994. november 12. (30 éves)   | 65 | 0  | CF Montréal         |  |  |
| 7  | KP | Stephen Eustáquio | 1996. december 21. (28 éves)   | 26 | 3  | Porto               |  |  |
| 8  | KP | Liam Fraser       | 1998. február 13. (27 éves)    | 15 | 0  | Deinze              |  |  |
| 13 | KP | Atiba Hutchinson  | 1983. február 8. (42 éves)     | 97 | 9  | Beşiktaş            |  |  |
| 14 | KP | Mark-Anthony Kaye | 1994. december 4. (30 éves)    | 37 | 2  | Toronto FC          |  |  |
| 15 | KP | Ismaël Koné       | 2002. június 6. (22 éves)      | 5  | 1  | CF Montréal         |  |  |
| 21 | KP | Jonathan Osorio   | 1992. június 12. (32 éves)     | 56 | 7  | Toronto FC          |  |  |
| 24 | KP | David Wotherspoon | 1990. január 16. (35 éves)     | 10 | 1  | St. Johnstone       |  |  |
|    |    |                   |                                |    |    |                     |  |  |
| 9  | CS | Lucas Cavallini   | 1992. december 28. (32 éves)   | 33 | 17 | Vancouver Whitecaps |  |  |
| 10 | CS | Junior Hoilett    | 1990. június 4. (34 éves)      | 49 | 14 | Reading             |  |  |
| 11 | CS | Tajon Buchanan    | 1999. február 8. (26 éves)     | 25 | 4  | Club Brugge         |  |  |
| 12 | CS | Iké Ugbo          | 1998. szeptember 21. (26 éves) | 8  | 0  | Troyes              |  |  |
| 17 | CS | Cyle Larin        | 1995. április 17. (30 éves)    | 54 | 25 | Club Brugge         |  |  |
| 19 | CS | Alphonso Davies   | 2000. november 2. (24 éves)    | 34 | 12 | Bayern München      |  |  |
| 20 | CS | Jonathan David    | 2000. január 14. (25 éves)     | 34 | 22 | Lille               |  |  |
| 23 | CS | Liam Millar       | 1999. szeptember 27. (25 éves) | 16 | 0  | Basel               |  |  |

### A legtöbb válogatottsággal rendelkező játékosok
Az adatok 2022. november 1. állapotoknak felelnek meg.
- A még aktív játékosok (félkövérrel) vannak megjelölve.

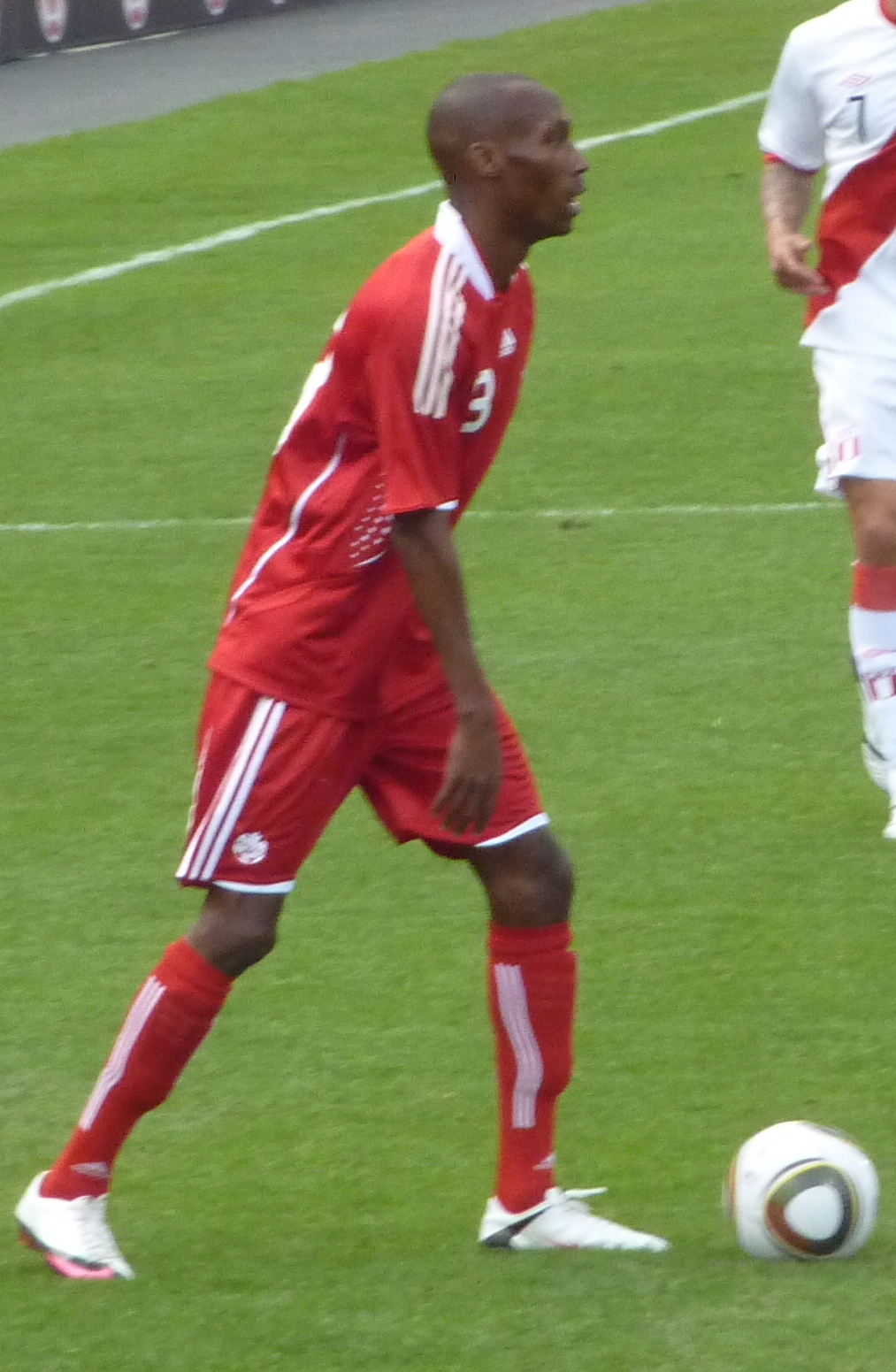
Atiba Hutchinson a válogatottsági rekorder 97 mérkőzéssel.

| Rank | Játékos           | Mérkőzés | Gólok | Időszak   |
| ---- | ----------------- | -------- | ----- | --------- |
| 1    | Atiba Hutchinson  | 97       | 9     | 2003–     |
| 2    | Julián De Guzmán  | 89       | 4     | 2002–2016 |
| 3    | Paul Stalteri     | 84       | 7     | 1997–2010 |
| 4    | Randy Samuel      | 82       | 0     | 1983–1997 |
| 5    | Dwayne De Rosario | 81       | 22    | 1998–2015 |
| 6    | Mark Watson       | 78       | 3     | 1991–2004 |
| 7    | Lyndon Hooper     | 68       | 3     | 1986–1997 |
| 8    | Milan Borjan      | 67       | 0     | 2011–     |
| 9    | Alex Bunbury      | 66       | 16    | 1986–1997 |
| 10   | Samuel Piette     | 64       | 0     | 2012–     |

### A válogatottban legtöbb gólt szerző játékosok
Az adatok 2022. november 1. állapotoknak felelnek meg.
- A még aktív játékosok (félkövérrel) vannak megjelölve.

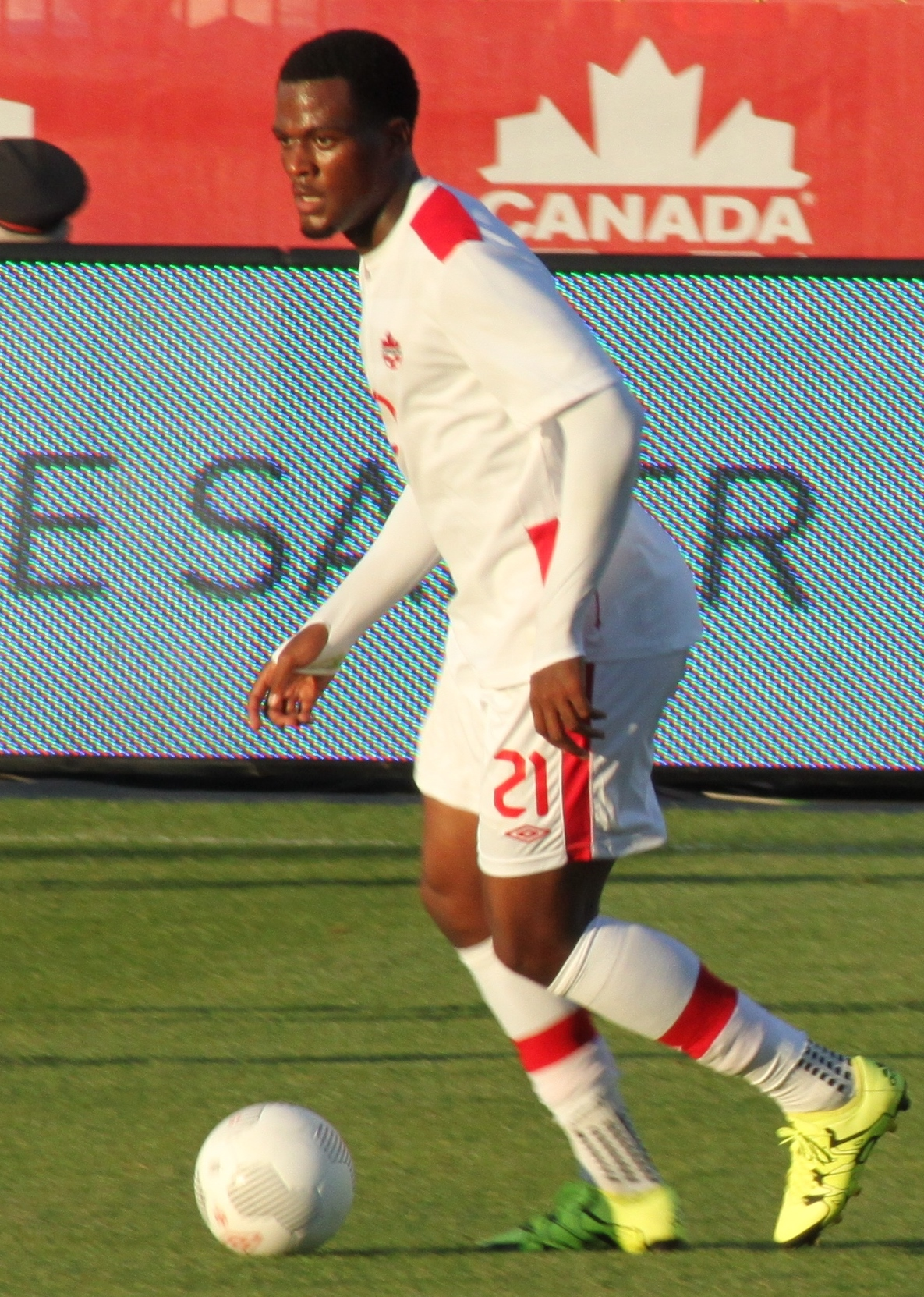
Cyle Larin a válogatott történetének legeredményesebb játékosa 25 góllal.

| #  | Játékos           | Gólok | Mérkőzés | Arány | Időszak   |
| -- | ----------------- | ----- | -------- | ----- | --------- |
| 1  | Cyle Larin        | 25    | 54       | 0.46  | 2014–     |
| 2  | Jonathan David    | 22    | 34       | 0.65  | 2018–     |
| 2  | Dwayne De Rosario | 22    | 81       | 0.27  | 1998–2015 |
| 4  | John Catliff      | 19    | 43       | 0.44  | 1984–1994 |
| 4  | Dale Mitchell     | 19    | 55       | 0.35  | 1980–1993 |
| 6  | Lucas Cavallini   | 17    | 32       | 0.53  | 2012–     |
| 6  | Tosaint Ricketts  | 17    | 61       | 0.28  | 2011–     |
| 8  | Alex Bunbury      | 16    | 66       | 0.25  | 1986–1997 |
| 9  | Ali Gerba         | 15    | 30       | 0.5   | 2005–2011 |
| 10 | Junior Hoilett    | 14    | 49       | 0.29  | 2015–     |

## Szövetségi kapitányok
A következő lista tartalmazza a kanadai labdarúgó-válogatott összes ismert szövetségi kapitányát 1957-től.
A megbízott szövetségi kapitányok dőlt betűvel vannak jelölve.
| - Don Petrie (1957) - Peter Dinsdale (1968–1970) - Frank Pike (1970–1973) - Eckhard Krautzun (1973–1977) - Barrie Clarke (1979–1981) - Tony Waiters (1981–1985, 1985–1986, 1990–1991) - Bruce Wilson (1985) | - Bob Bearpark (1986–1987) - Tony Taylor (1988–1989) - Bob Lenarduzzi (1989–1990, 1992–1997) - Bruce Twamley (1998) - Holger Osieck (1999–2003) - Colin Miller (2003, 2013) - Frank Yallop (2004–2006) - Stephen Hart (2006–2007, 2009) | - Dale Mitchell (2007–2009) - Stephen Hart (2009–2012) - Tony Fonseca (2013) - Benito Floro (2013–2016) - Michael Findlay (2016–2017) - Octavio Zambrano (2017–2018) - John Herdman (2018–) |

* Bruce Wilson volt 2 mérkőzésen a szövetségi kapitány az 1985-ös elnök kupán Dél-Koreában.